# Эрикссон, Мадлен Олссон
Мадлен Олссон Эрикссон (род. 25 августа 1945 г., Гётерборг) — шведский гинеколог, бизнесвумен и филантроп.

## Биография
Олссон Эрикссон родилась 25 августа 1945 года в Гётеборге .
Является единственной дочерью судовладельца Стена Аллана Олссона, основателя компании Stena Sphere (Сфера Стена). Имеет трёх братьев: Дана, Стефана и Кристофера.
Олссон Эрикссон — старший ребёнок в семье. Она обучалась в Лунде, где получила степень бакалавра .
Изучала медицину в Каролинском институте в Стокгольме и получила медицинское удостоверение в 1981 г. С тех пор она работала во многих местах, в том числе на Готланде.
С 1990-х годов она работает в клинике «Авениклиникен» в центре Гётеборга, которой владеет вместе с двумя партнёрами.
В 1996 году Олссон Эрикссон стала председателем Фонда исследований и культуры Стена А. Олссона. Данный фонд основан в связи с 80-летием её отца и ежегодно поддерживает различных деятелей культуры, учреждения и исследовательские проекты в западной Швеции. За эти заслуги она была назначена почётным доктором в 2007 году факультетом искусств Гётеборгского университета .
Олссон Эрикссон заняла 22-е место среди шведских миллиардеров в 2012 году и была пятой в списке самых богатых женщин.

## Личная жизнь
С 1982 года Олссон Эрикссон замужем за менеджером компании Берт-Оке Эрикссон, работающим в компании Stena Sphere . У пары двое детей Густав (1983 г.р.) и Мари (1985 г.р.).